# Pierre-Augustin Hulin
Pierre-Augustin Hulin (Parigi, 6 settembre 1758 – Parigi, 9 gennaio 1841) è stato un generale francese.

## Biografia
Pierre-Augustin Hulin nacque a Parigi il 6 settembre 1758. Era figlio di un venditore di lenzuola.
Entrò in servizio nel 1771 nel reggimento di fanteria dello Champagne. Passò poi nel 1772 al reggimento delle guardie svizzere, dove fu nominato sergente il 7 agosto 1780. Tra il 1780 e il 1783 passò al servizio della Repubblica di Ginevra come aiutante maggiore, e poi tornò in Francia come direttore della lavanderia della regina Maria Antonietta nei pressi di Épinay-sur-Seine.
Tuttavia, soldato dell'esercito francese Gardes françaises ed esperto in materia di rivoluzione, sin dal 12 luglio 1789, affiancando Camille Desmoulins, aveva arringato ed eccitato la folla contro la monarchia, come riportato da Madame de Staël e da Louis Abel Beffroy De Reigny. Il 14 luglio, al primo pomeriggio, con l'usciere Stanislas-Marie Maillard, si mise a capo del popolo insorto, camminando verso la Bastiglia, ed entrò fra i primi nella fortezza. Insieme al suo ex sottotenente Jacob Job Élie, cercò inutilmente di salvare il marchese de Launay, governatore della fortezza, che il popolo voleva massacrare e che, per confondere la folla, coprì con il suo cappello, cosa che comunque non gli permise di condurre il suo prigioniero sano e salvo fino al municipio di Parigi, dove egli stesso corse il rischio di finire vittima del furore del popolo.
Quando Bailly venne fatto nuovo sindaco di Parigi, bisognò che Hulin approvasse con la sua immensa popolarità la scelta appena fatta dai parigini del loro primo magistrato municipale. L'uomo che aveva conquistato la Bastiglia fu considerato un eroe rivoluzionario, e l'8 ottobre venne promosso a furor di popolo al grado di capitano-comandante dell'ottava compagnia dei cacciatori assoldati dalla Guardia nazionale parigina.
Comandante dei sessantuno volontari della Bastiglia, prese parte a tutte le grandi giornate della rivoluzione francese, a Versailles, il 10 agosto. Fu comandante temporaneo a Landrecies nel 1793, ma venne imprigionato per un anno alla prison de l'Abbaye come moderato per aver mal difeso la piazza, e ne uscì solo dopo il 9 termidoro.
Essendo stato in servizio come maggiore nell'anno II nell'esercito d'Italia, ricevette dal generale Napoleone Bonaparte il grado di ufficiale-generale. Nell'anno II comandò a Nizza e a Livorno, nell'anno III a Klagenfurt, nell'anno IV a Milano, e nell'anno V a Ferrara. Fu capo di stato maggiore della divisione Richepanse nell'anno VIII (1800), ufficiale superiore di palazzo nell'anno IX, e nell'anno X capo di stato maggiore della divisione Rivaud in Spagna (1802).
Il 27 messidoro anno X, ricevette dal primo console l'ordine di recarsi ad Algeri, con una missione segreta presso Dey. La missione fu eseguita con pieno successo, nonostante le difficoltà dalle quali era costellata. Il generale ricevette al suo ritorno testimonianze della soddisfazione del primo console.
Di guarnigione a Genova, prese parte attiva nella difesa di questa città. Mandato in missione dai consoli, seguì Bonaparte nell'esercito di riserva e venne nominato capo di stato maggiore della divisione Vautrin. Dopo la battaglia di Marengo, comandò nuovamente Milano. Nell'anno XII, il 29 agosto 1803, fu promosso al grado di generale di brigata, con il comando dei granatieri della guardia consolare. Il 19 frimaio dello stesso anno, ricevette la Croce d'Onore. Il 29 ventoso seguente, venne designato per presiedere la commissione militare incaricata di decidere la sorte del duca d'Enghien. Gli sforzi del presidente della commissione per salvare l'accusato vennero intralciati dalla premura che si mise a fare eseguire la sentenza. Al momento in cui il generale giacobino scriveva al primo console per renderlo partecipe del desiderio del duca d'Enghien di intrattenersi con il capo della Repubblica francese prima di morire, la piuma gli venne strappata dalle mani da una persona che il generale non ha voluto nominare.
Venne promosso nell'anno XII al grado di commendatore della Legion d'onore, mandato alla Grande Armata nel 1805 ed incaricato del comando di Vienna. Nel 1806 fece la campagna di Prussia, all'uscita della quale ricevette il comando di Berlino. Al suo ritorno a Parigi, nel 1807, fu nominato generale di divisione il 9 agosto, con il comando della prima divisione militare. Creato conte dell'Impero il 26 aprile 1808, fu nel 1809 provvisto d'una dotazione di 25.000 franchi sul demanio di Hayen in Hanover e ricevette il 30 giugno 1811 i distintivi e la dignità di grande ufficiale della Legione d'onore.
Comandava, in qualità di governatore, la piazza di Parigi e la prima divisione al momento della cospirazione capeggiata dal generale repubblicano Malet nel 1812, e rischiò di perire vittima di questo audace tentativo. Malet, essendosi rivolto a lui e vedendo i suoi approcci mal giudicati, gli tirò un colpo di pistola e gli fracassò la mascella. Riuscì però a smascherarlo e a farlo arrestare.

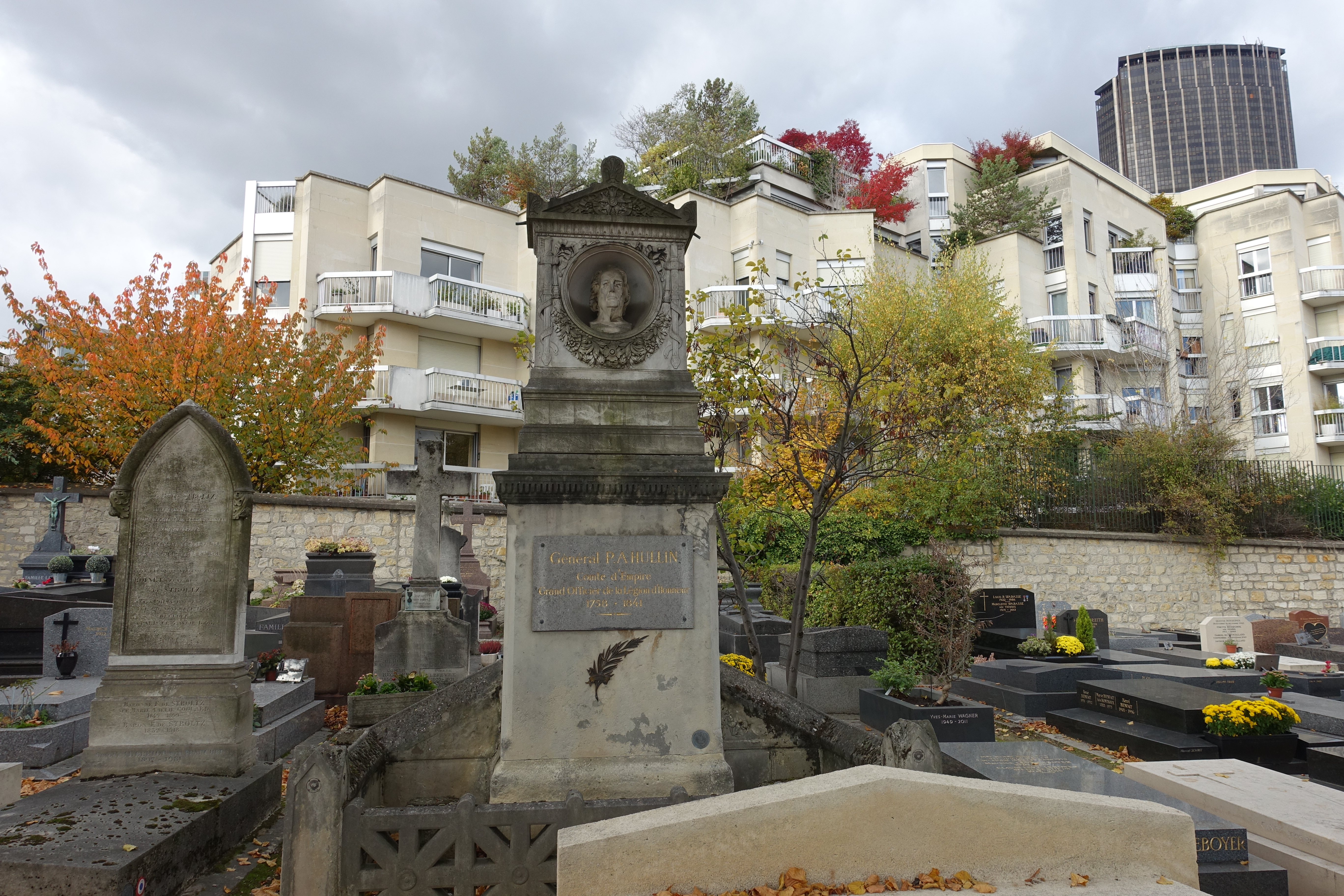
La tomba di Hulin.

Diventato grande croce dell'ordine della Riunione il 3 aprile 1813, condusse fino a Blois, nel marzo 1814, l'imperatrice reggente Maria Luisa. L'8 aprile seguente, dopo l'abdicazione di Fontainebleau, inviò al governo provvisorio la sua adesione alle misure adottate di recente e si avvicinò a Luigi XVIII, che però non gli perdonò il ruolo nell'esecuzione del duca d'Enghien.
La Restaurazione gli tolse il comando della prima divisione, che gli venne resa durante l'effimero governo dei Cento giorni. Bandito dall'ordinanza del 24 luglio 1815, si ritirò in Belgio, e da lì nei Paesi Bassi. Pareva stabilito in quel paese quando l'ordinanza del 1º dicembre 1819 gli riaprì le porte della Francia. Rientrato nella sua patria, visse alcuni anni in una proprietà situata nel Nivernese, poi in una terra situata a La Queue-en-Brie (Seine-et-Oise), dove visse durante la pensione.
Il conte Hulin, che aveva perso la vista da qualche anno, morì a Parigi il 9 gennaio 1841, all'età di 82 anni, lasciando come erede dei suoi titoli e del suo nome Henri Hulin, capitano dell'esercito d'Africa, suo nipote e figlio adottivo.
La sua tomba è situata nel cimitero di Montparnasse, a Parigi.

## Nella cultura di massa

### Cinema
- La rivoluzione francese (1989), interpretato da Bernard Lepinaux.